# 国有企業
国有企業（こくゆうきぎょう、英: State-owned enterprise , 略: SOE）あるいは 政府所有企業（せいふしょゆうきぎょう、英: Government-owned enterprise , 略: GOE）は、国家あるいは政府が所有する企業のことである。
国営企業は、国有企業のうちの一形態であり、国が経営する企業のことである。

## 概要

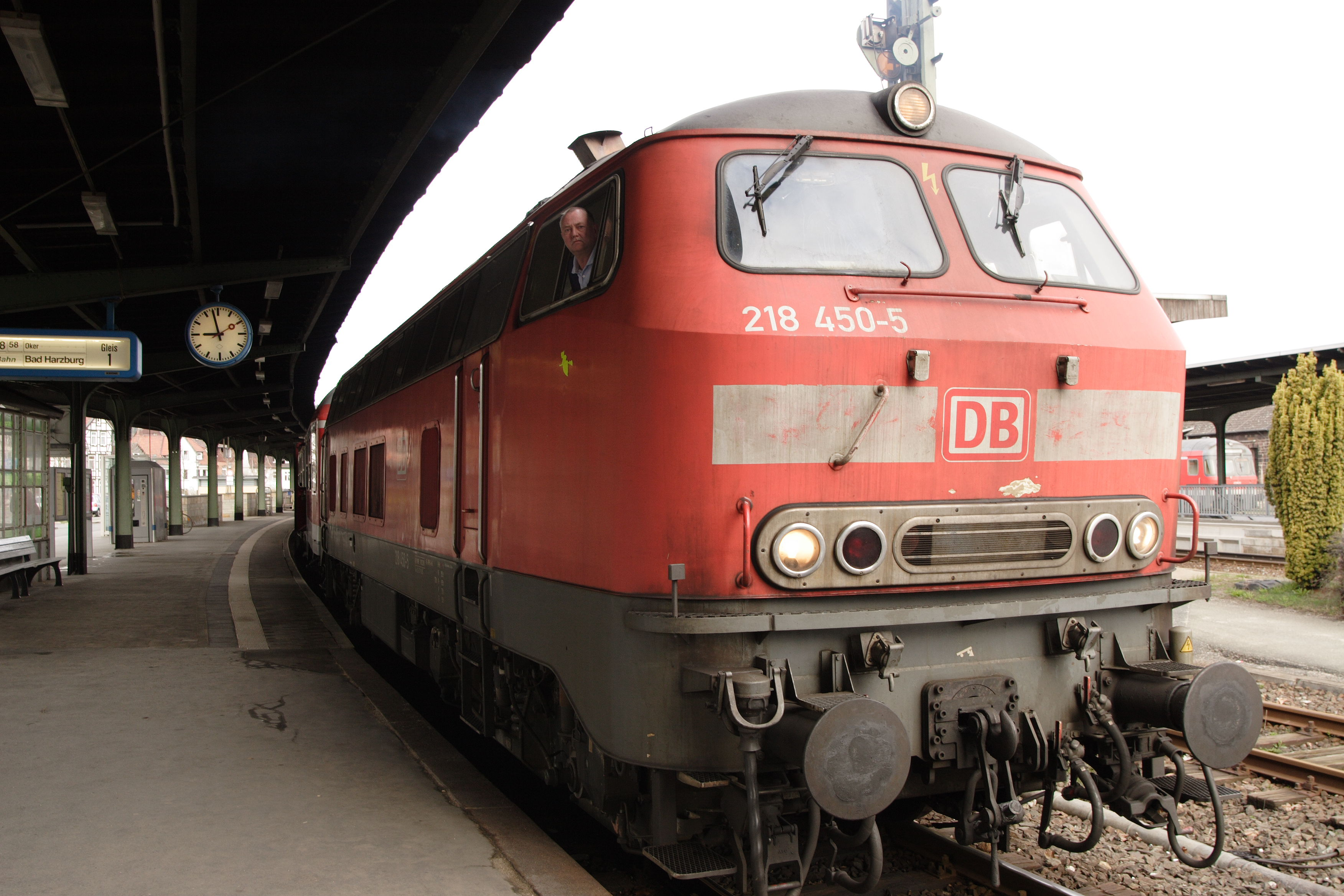
鉄道が国有の国は多い。（写真はドイツ鉄道のディーゼル機関車）

国有企業は政府所有会社などとも呼ばれ、産業育成や国防上などの目的で、国家あるいは国家機関（政府機関）が最大の投資者になっている企業である。
政府所有会社、国営事業などとも呼ばれている。

## 東西陣営と国有企業
いわゆる社会主義国ではほとんどの企業が国有化されたが、西側の資本主義諸国や発展途上国でも鉄道や航空会社などの交通インフラを担う企業や電力・石油などのエネルギーや資源の開発・供給を行う企業などが国有化されていた。
第二次世界大戦後しばらくは、上述の様に東側の社会主義国だけでなく西側諸国でも混合経済政策として国有企業が多かったが、社会主義国の崩壊や新自由主義の影響などで現在では世界的に国有企業は例外を除いて民営化が進み、多くは株式会社になってきている。しかし依然として中央政府や地方政府が株式の大多数を所有している例もある。また、これまで私有会社であった企業を、倒産を防ぐために短期間政府管理下に置いて、国有企業扱いになる場合もある。

## 各国での状況
灰色は「国有企業独占」、緑は「国有企業と民間企業の共存」、黄色は「民間の参入も可能だが実質国有企業のみ」、無色は「国有企業が存在しない完全自由市場」である。下に示す表では、国が所有する会社のみならず、官公庁直営のもの、公社、独立行政法人などが行う事業も「国有」「国営」としている。

| 国（五十音順）   | 郵便                                               | 鉄道                                                                                        | 薬小売                                          | 賭博                                                               | 酒の小売                          | 医療 | 大学                                                            | 通信                                                 | 放送                                         | 石油                | エネルギー |
| ---------------- | -------------------------------------------------- | ------------------------------------------------------------------------------------------- | ----------------------------------------------- | ------------------------------------------------------------------ | --------------------------------- | --- | --------------------------------------------------------------- | ---------------------------------------------------- | -------------------------------------------- | ------------------- | --- |
| アイスランド     | デファクト (Íslandspóstur)                         | 鉄道は存在しない                                                                            | なし                                            | 賭博は存在しない                                                   | あり (ÁTVR)                       | 並存 | 並存                                                            | なし                                                 | 並存 (アイスランド国営放送)                  | 石油産業はない      | 並存 |
| アイルランド     | あり (en:An Post)                                  | あり (アイルランド国鉄)                                                                     | なし                                            | 並存 (en:Prize Bond)                                               | なし                              | 並存 | 並存                                                            | なし                                                 | 並存 (RTE, TG4)                              | なし                | 並存 (ESB) |
| アメリカ合衆国   | あり (USPS)                                        | 並存 (アムトラック旅客、貨物は民営)                                                         | なし                                            | 並存 (州営宝くじ)                                                  | 州により様々(en:ABC store states) | 並存 | 並存                                                            | なし                                                 | 並存 (公共放送サービス)                      | なし                | 並存 (TVA) |
| イギリス         | 並存 (ロイヤルメール)                              | 並存 北アイルランド鉄道, イーストコースト) (ネットワーク・レール)                           | なし                                            | 並存 (en:Premium Bonds)                                            | なし                              | 並存 (NHS) | 並存 (バッキンガム大学, BPP HD)                                 | なし                                                 | 並存 (BBC, Channel 4, S4C)                   | なし                | なし |
| イタリア         | あり (Poste italiane)                              | あり (FS （イタリア国鉄）)                                                                  | なし                                            | なし                                                               | なし                              | 並存 (SSN) | 並存                                                            | なし                                                 | あり (イタリア放送協会)                      | 並存 (Eni)          | 並存 (エネル) |
| インド           | あり (en:India Post)                               | あり (インド鉄道)                                                                           | あり (IDPL)                                     | なし                                                               | なし                              | 並存 | 並存                                                            | 並存 (BSNL)                                          | 並存 (en:Doordarshan)                        | 並存 (ONGC)         | あり |
| インドネシア     | あり (id:Pos Indonesia)                            | あり (id:PT Kereta Api)                                                                     | あり                                            | なし                                                               | なし                              | 並存 | 並存                                                            | あり (PTテレコムニカシ)                              | 並存                                         | 並存 (プルタミナ)   | あり (id:Perusahaan Listrik Negara)                                                                                 |
| ウルグアイ       | あり (en:Correo Uruguayo)                          | あり (en:State Railways Administration of Uruguay)                                          | なし                                            | 並存 (en:Casinos del Estado)                                       | 並存                              | 並存 | 並存                                                            | 並存 (en:ANTEL)                                      | 並存 (Channel 5)                             | 並存 (ANCAP)        | あり (en:UTE) |
| オーストラリア   | あり (オーストラリア郵便公社) 250g未満の手紙は独占 | 並存(州により様々)                                                                          | 並存 (PBS funding only) (no retail competition) | 並存(州により様々)                                                 | なし                              | 並存 (メディケア (オーストラリア)) | 並存                                                            | なし                                                 | 並存 (ABC) (SBS)                             | なし                | 並存(州により様々)                                                                                                  |
| オランダ         | なし                                               | 並存 (オランダ鉄道旅客、貨物は民営)                                                         | なし                                            | あり (Holland Casino)                                              | なし                              | 並存 | あり                                                            | なし                                                 | 並存 (オランダ公共放送)                      | なし                | なし |
| カナダ           | あり (カナダ郵便公社)                              | 並存 (VIA鉄道旅客のみ、貨物は民営)                                                          | なし                                            | 州により様々                                                       | 州により様々 (LCBO, SAQ, SLGA)    | 並存 | 並存                                                            | 州により様々 (en:Sasktel)                            | 並存 (カナダ放送協会)                        | 並存                | 州により様々 (Hydro-Québec, en:BC Hydro, en:Hydro One, en:Manitoba Hydro, en:Nalcor Energy, en:SaskPower)           |
| ギリシャ         | デファクト (ELTA)                                  | デファクト (OSE, TrainOSE)                                                                  | なし                                            | 並存 (OPAP)                                                        | なし                              | 並存 (ESY) | あり                                                            | 並存 (OTE)                                           | 並存 (ERT)                                   | 並存 (ELPE)         | 並存 (DEI) |
| コロンビア       | あり (4-72)                                        | なし                                                                                        | なし                                            | Etesa                                                              | varies by department              | Nueva EPS | Universidad Nacional plus various local ones                    | (Telefónica Telecom) (Empresas Públicas de Medellín) | 並存 (Radio Televisión Nacional de Colombia) | (Ecopetrol)         | (ISA Emgesa) |
| スウェーデン     | デファクト (Posten)                                | デファクト (SJ)                                                                             | 並存 (sv:Apoteket)                              | あり                                                               | あり (sv:Systembolaget)           | 並存 | あり                                                            | 並存 (テリア)                                        | 並存 (SVT)                                   | なし                | 並存 (バッテンフォール)                                                                                             |
| タイ             | あり (タイ郵政)                                    | あり (タイ国鉄)                                                                             | なし (製薬公社)                                 | あり (宝籤局)                                                      | Alcohol Permit                    | 並存(製薬公社) | (University)                                                    | 並存(CAT Telecom)                                    | 並存 (MCOT)                                  | 並存 (PTT)          | あり (EGAT) |
| ドイツ           | 並存 (ドイツポスト)                                | 並存 (DB)                                                                                   | なし                                            | なし                                                               | なし                              | 並存 (BG) | 並存                                                            | 並存 (DTAG)                                          | 並存 (ARD)                                   | ?                   | ? |
| トルコ           | あり (PTT)                                         | あり (TCDD)                                                                                 | なし                                            | なし                                                               | なし                              | 並存 | 並存                                                            | なし                                                 | 並存 (TRT)                                   | 並存 (TPAO)         | 並存 |
| 日本             | デファクト (日本郵便)                              | 並存（JR北海道、JR四国、JR貨物 。東京メトロは国と東京都が保有。第三セクター鉄道は多数あり） | なし                                            | あり（日本中央競馬会、日本スポーツ振興センター、他に地方主催あり） | なし                              | 並存（国立病院機構、各国立高度専門医療研究センター、国立ハンセン病療養所、労災病院、地域医療機能推進機構、国立大学附属病院、防衛医科大学校病院、一部の自衛隊病院など） | 並存 （国立大学法人、放送大学学園、沖縄科学技術大学院大学学園） | なし                                                 | 並存(NHK)                                    | なし                | 並存 (東京電力ホールディングスなど)                                                                                 |
| ニュージーランド | あり (NZ Post)                                     | あり (en:KiwiRail)                                                                          | なし                                            | なし                                                               | なし                              | 並存 | あり                                                            | なし                                                 | 並存 (TVNZ)                                  | なし                | 並存 (en:Genesis Energy Limited, en:Meridian Energy, en:Mercury Energy, en:Solid Energy, en:Transpower New Zealand) |
| ノルウェー       | あり (no:Posten Norge)                             | あり (ノルウェー国鉄)                                                                       | なし                                            | あり (no:Norsk Tipping)                                            | あり (no:Vinmonopolet)            | あり | あり                                                            | 並存 (Telenor)                                       | 並存 (NRK)                                   | 並存 (エクイノール) | State owned(no:Statkraft) and various municipally owned companies                                                   |
| フィンランド     | デファクト (イテラ)                                | デファクト (VR)                                                                             | なし                                            | あり (fi:Veikkaus, RAY, fi:Fintoto)                                | あり (fi:Alko)                    | 並存 (municipal) | あり                                                            | 並存 (テリア)                                        | 並存 (YLE)                                   | デファクト (ネステ) | 並存 (フォータム)                                                                                                   |
| フィリピン       | あり (PhilPost)                                    | あり (PNR)                                                                                  | なし                                            | あり (PAGCOR)                                                      | なし                              | あり | あり (U.P.)                                                     | なし                                                 | あり (PTV)                                   | 並存 (PNOC)         | 並存 (NAPOCOR) |
| ブラジル         | あり (Correios)                                    | 並存 (VALEC, CBTU)                                                                          | 並存 (Hemobras)                                 | あり (Caixa Econômica Federal)                                     | なし                              | 並存 (SUS) | 並存                                                            | なし                                                 | 並存                                         | 並存 (ペトロブラス) | 並存 (ブラジル電力)                                                                                                 |
| フランス         | あり (La Poste)                                    | あり (フランス国鉄)                                                                         | なし                                            | 並存 (en:Française des Jeux (lottery))                             | なし                              | 並存 | 並存                                                            | 並存 (フランスTV)                                    | 並存 (フランスTVラジオ部門)                  | なし                | 並存 (フランス電力)                                                                                                 |

## 各国の国有企業
国家あるいは国家機関が50パーセント以上資金を提供している企業を以下に示す（※公団・公社等と称する企業体も含む）。地方政府所有の企業体は数多いので、ここでは省く。

### 日本
日本は1980年代のいわゆる「民活」路線により国営企業（現業）の民営化ないし株式会社化が進行し、狭義の国営企業が存在しない。下記はいずれも厳密には「国有企業」（現業）ではなく特殊会社で、政府が経営権を有する株主となっている。法律によっては公企業ではなく私企業の株式会社と同様に扱われることがあり、市場でも自由競争の一員ないし日常的には国から独立して経営されている例が多い。また、独立行政法人の中には、例えば都市再生機構のように、通常の企業活動を行っているとみなされている者も存在する。
政府（大臣）100%出資会社
- 株式会社国際協力銀行
- 株式会社日本政策金融公庫
- 株式会社日本政策投資銀行
- 株式会社日本貿易保険
- NEXCO - 日本道路公団を改組。
  - 東日本高速道路株式会社（NEXCO東日本）
  - 中日本高速道路株式会社（NEXCO中日本）
  - 西日本高速道路株式会社（NEXCO西日本）
- 成田国際空港株式会社 - 新東京国際空港公団を改組。
- 新関西国際空港株式会社
- 中間貯蔵・環境安全事業株式会社

その他
- 輸出入・港湾関連情報処理センター株式会社 - 独立行政法人通関情報処理センターを改組。
- 株式会社産業革新投資機構 - 政府出資。
- 株式会社農林漁業成長産業化支援機構 - 政府出資。
- 株式会社海外需要開拓支援機構（クールジャパン機構） - 政府出資。
- 株式会社海外通信・放送・郵便事業支援機 - 政府出資。
- 本州四国連絡高速道路株式会社 - 地方公共団体、その他が出資。
- 東京地下鉄株式会社（東京メトロ）- 帝都高速度交通営団を改組。政府が26.71%、東京都が23.29%を保有。
- 株式会社海外交通・都市開発事業支援機構 - 政府、その他が出資。
- 株式会社整理回収機構 - 実質的に国の機関である預金保険機構が発行株式の総数を保有。
- 株式会社東日本大震災事業者再生支援機構 - 預金保険機構および農水産業協同組合貯金保険機構を介して、政府、その他が出資。
- 株式会社民間資金等活用事業推進機構 - 政府、その他が出資。
- 株式会社脱炭素化支援機構 - 政府出資（産業投資）。
- 北海道旅客鉄道株式会社（JR北海道） - 鉄道建設・運輸施設整備支援機構が発行株式の総数を保有。
- 四国旅客鉄道株式会社（JR四国） - 鉄道建設・運輸施設整備支援機構が発行株式の総数を保有。
- 日本貨物鉄道株式会社（JR貨物） - 鉄道建設・運輸施設整備支援機構が発行株式の総数を保有。
- 東京電力ホールディングス株式会社 - 実質的に国の機関である原子力損害賠償・廃炉等支援機構が出資。
- 株式会社じもとホールディングス - 整理回収機構が議決権の63.52%を所有[2][3]。

### アメリカ合衆国
- アメリカ合衆国郵便公社
- ボイス・オブ・アメリカ（アメリカの声、VOA、アメリカ合衆国の国営放送）
- Amtrak
- APFC en:Alaska Permanent Fund（アラスカ州に本社があるアメリカの「政府系投資ファンド」）
- TVA

以下は特別法に基づく政府支援機関であり本来は政府から資金を提供されていない企業であるが、救済により国有化された。
- 連邦住宅抵当公庫
- 連邦住宅金融抵当公庫

### イギリス
- ロイヤルメール
- ネットワーク・レール （鉄道資産保有会社）

### インド
- インド・テレコム
- インドステイト銀行
- インド鉄道
- エア・インディア

### インドネシア
- マンディリ銀行
- ラクヤット・インドネシア銀行
- バンク・ヌガラ・インドネシア
- バンク・タブンガン・ヌガラ
- プルタミナ
- ガルーダ・インドネシア航空
- テルコム・インドネシア

### エチオピア
- エチオピア航空

### エリトリア
- エリトリア郵政公社

### オーストリア
- オーストリア連邦鉄道
- en:ASFINAG
- en:Hypo Alpe Adria Bank
- en:Verbund
- オーストリア放送協会
- en:Österreichische Beteiligungs AG（オーストリア持分公開有限会社）出資企業
  - OMV
  - en:A1 Telekom Austria Group
  - en:Österreichische Post
  - en:Österreichische Beteiligungs AG
  - カジノ・オーストリア

### カナダ
- VIA鉄道

### 韓国
- 韓国鉄道公社、韓国鉄道施設公団
- 韓国観光公社
- 韓国石油公社
- 韓国ガス公社
- 韓国電力公社
- 韓国投資公社
- 韓国道路公社
- 韓国放送公社
- 韓国教育放送公社
- 韓国放送広告振興公社

### コスタリカ
- コレオス・デ・コスタリカ

### シンガポール
- テマセク・ホールディングス

### スイス
- スイスポスト

### 中華人民共和国
中華人民共和国は社会主義国を標榜している国家であり、中央政府や地方政府によって管理されている企業が多数存在する。1992年に開催された中国共産党十四全大会において、「『国営企業』は、経営権、所有権がともに国にあるが、『国有企業』は、所有権は国にあるが、経営権は企業にある」と両用語の判別が定められ、同定義と照らして『国営企業』に近かった企業も全て国有企業化を徹底する経済方針が定められた。
この市場経済化の方針を受けて、1993年の憲法改正で社会主義公有制から社会主義市場経済へと改革され、政府下の一部門であった企業部隊が政府資本下の別会社へと移行、呼称もそれまでの「国営企業」から「国有企業」へと変化した。
国有企業には、国務院の国有資産監督管理委員会（国資委）管理下の中央企業と省・自治区・市政府管理下の企業等がある。中央企業を掌握する国有資産監督管理委員会は、国有企業の経営を監視・監督する目的で1988年に発足しており、役員・経営陣の任命や資産の管理、株式の売買等や企業法令の整備を業務としている。
2015年春に党中央と国務院の選任で石油や自動車等の国有企業トップが相次いで交代となり、同年9月には「国有企業改革深化に関する指導方針」が公表された。2016年9月に宝鋼集団と武漢鋼鉄集団の統合が報じられるなど、過剰生産が課題とされた分野の政策について企業統合の傾向がみられる。2017年、国務院国有資産監督管理委員会が出資し中央政府が管理する、いわゆる政府直轄の中央企業の一部が改組され、約97社となったと報じられた。以下は一部である。
- 国家電網公司
- 中国石油天然気股份有限公司（ペトロチャイナ）、中国石油化工股份有限公司（シノペック）
- 宝鋼集団、鞍鋼集団公司、武漢鋼鉄(集団)公司
- 中国第一汽車集団公司、東風汽車公司、上海汽車工業(集団)総公司
- 中国遠洋海運集団公司
- 国家開発銀行
- 中国銀行、中国工商銀行、中国建設銀行、中国農業銀行、交通銀行
- 中国航空工業集団公司
- 中国航天科技集団公司
- 中国鉄路
- 中国船舶重工集団、中国船舶工業集団
- 中国郵政集団公司、中国郵政儲蓄銀行
- 北京華聯
- 中国国際信託投資公司(CITIC) - CITICパシフィック

### 中華民国（台湾）
- 台湾鉄路管理局
- 台湾電力
- 中華郵政
- zh:臺灣菸酒公司
- 台湾銀行
- 台湾土地銀行
- 兆豊国際商業銀行
- 台湾中油
- 台湾国際造船

### ドイツ
社会主義国であった旧東ドイツでは、人民公社(VEB)という形態の国営企業や株式を国家が全て所有する会社（ミトローパなど）が存在したが、東西ドイツ統一後に民営化されている。1990年代には旧西側のドイツ連邦郵便なども民営化された。
- ドイツ鉄道(DB)
- ドイツ復興金融公庫(KfW)

### ハンガリー
- マジャール・ポシュタ

### ブラジル
- ペトロブラス

### フランス
- フランス国鉄
- フランス郵政公社

### ポーランド
- LOTポーランド航空

### ロシア
最近、以前の政府機関による事業の多くが従業員の持株による「公開株式会社」となり、それをマネジメント・バイアウト（MBO）による会社となり、株式市場への上場が行なわれる例も多い。
- ロシア開発銀行 （VEB）
- アエロフロート・ロシア航空
- ロシア航空
- ガスプロム
- 統一エネルギーシステム
- 統一航空機製造会社
- ロシア貯蓄銀行、ロシア銀行、ロシア貿易銀行
- ロシア鉄道

### アラブ首長国連邦
- エティハド航空